# 3-hydroxydécanoyl-(acyl-carrier-protein) déshydratase
Cet article court présente un sujet plus développé dans : 3-hydroxyacyl-[acyl-carrier-protein] déshydratase.
La 3-hydroxydécanoyl-[acyl-carrier-protein] déshydratase est une lyase, spécifique aux résidus à 10 atomes liés à l'acyl carrier protein au cours de la synthèse des acides gras linéaires saturés, qui intervient notamment dans le processus de désaturation anaérobie chez les bactéries.
Cette entrée est aujourd'hui obsolète ; l'enzyme est confondue avec la 3-hydroxyacyl-ACP déshydratase (EC 4.2.1.59).